# Albán
San José de Albán (také jen Albán) je město kolumbijského departmentu Nariño. Nachází se v jižní části státu v horské oblasti, průměrná nadmořská výška města je 1 970 m n. m. Osada byla založena španělskými kolonisty v roce 1573, ale ještě před jejich příchodem na místě žila komunita domorodého indiánské obyvatelstva.